# Bestuurlijk toezicht
Bestuurlijk toezicht of administratief toezicht is de bevoegdheid van een hogere, toezichthoudende overheid tegenover lokale besturen, met name gemeenten, om hun beslissingen te toetsen aan de overeenstemming met het recht (de wettigheid) en het algemeen belang (de opportuniteit).

## België
In België zijn de drie gewesten bevoegd voor de organisatie van en dus toezicht op lokale besturen. De gemeenten hebben in beginsel gemeentelijke autonomie, maar moeten zich wel schikken naar het hogere recht en het algemeen belang. Het bestuurlijk toezicht biedt dus tegengewicht op de gemeentelijke autonomie. Dit heeft zijn basis in de Belgische Grondwet (art. 162):
" De wet verzekert de toepassing van de volgende beginselen :
(...)
2° de bevoegdheid van de provincieraden en van de gemeenteraden voor alles wat van provinciaal en van gemeentelijk belang is, behoudens goedkeuring van hun handelingen in de gevallen en op de wijze bij de wet bepaald;
(...)
6° het optreden van de toezichthoudende overheid of van de federale wetgevende macht om te beletten dat de wet wordt geschonden of het algemeen belang geschaad. "
Er wordt onderscheid gemaakt naar de aard van het toezicht:
- Algemeen toezicht, waarbij de toezichthoudende overheid de beslissingen van de ondergeschikte besturen achteraf kan schorsen of vernietigen (repressief karakter).
- Bijzonder toezicht of goedkeuringstoezicht, wanneer de beslissingen van de ondergeschikte besturen vooraf het advies of de goedkeuring van de toezichthoudende overheid moet krijgen (preventief karakter). Het bijzonder toezicht is sterk beperkt sinds het Gemeentedecreet en heeft betrekking op de financiële documenten (het meerjarenplan, het budget en de jaarrekening).
- Dwangtoezicht, wanneer de toezichthoudende overheid handelt in de plaats van het lokaal bestuur.

Dwangtoezicht is uitzonderlijk. Na ingebrekestelling kan de toezichthoudende overheid met dwangtoezicht een regeringscommissaris sturen naar het lokaal bestuur om te handelen in de plaats van het lokaal bestuur. Dit vond laatst plaats in 2001. Vlaams minister Johan Sauwens droeg toenmalig Vlaams-Brabants gouverneur Lodewijk De Witte op om een commissaris naar faciliteitengemeente Wezembeek-Oppem te sturen. De commissaris kreeg de opdracht om de huisvuiltaks geïnd in 1998 terug te storten aan de inwoners, nadat de gemeente dit weigerde te doen. De ingreep was een gevolg van de niet-naleving van de omzendbrief-Peeters, die de faciliteitengemeenten verplicht om administratieve documenten in het Nederlands te versturen. Wezembeek-Oppem verstuurde in september 1999 de aanslagbiljetten voor de milieubelasting zowel in het Nederlands als in het Frans, in strijd met de omzendbrief.
In Vlaanderen regelt Titel 7 van het Decreet Lokaal Bestuur van 2017 het toezicht. De toezichthoudende overheid is de Vlaamse Regering (met het Agentschap Binnenlands Bestuur) of de provinciegouverneur die handelt namens de regering en overeenkomstig de instructies van de regering. Het toezicht is van toepassing op gemeenten (inclusief autonome gemeentebedrijven), OCMW's, politiezones, hulpverleningszones en intergemeentelijke samenwerkingsverbanden. Een eerste versoepeling van het toezicht in Vlaanderen gebeurde met het decreet van 28 april 1993 houdende regeling, voor het Vlaamse Gewest, van het administratief toezicht op de gemeenten. Het decreet van 15 juli 2002 en het Gemeentedecreet van 2005 versoepelde dit verder.
Binnen de 30 dagen na de online bekendmaking van een lokale beslissing, kunnen burgers een klacht indienen tegen deze beslissing bij de toezichthoudende overheid, waarna deze overheid het (algemeen) toezicht uitoefent.
De Raad van State voert een gelijkaardige toezichthoudende rol uit wat beslissingen van de hogere overheden betreft. Dit betekent ook dat wanneer de toezichthoudende overheid een vernietigingsbesluit neemt over lokale beslissingen, daartegen in beroep kan worden gegaan bij de Raad van State.

## Nederland
Bij het spontane vernietigingsrecht kan de Kroon een besluit of niet-schriftelijke beslissing van het gemeentebestuur vernietigen wegens strijd met het recht of met het algemeen belang. Daarnaast is er het goedkeuringstoezicht als preventief instrument.
De grondslag voor het toezicht is te vinden in artikel 132 van de Nederlandse Grondwet.

## Luxemburg
De Luxemburgse Grondwet bepaalt in art. 107 de bevoegdheid van de Groothertog om handelingen van de gemeentelijke autoriteiten te schorsen of annuleren wanneer deze hun bevoegdheden overschrijden of wanneer zij in strijd zijn met de wet of het algemeen belang.
In 2020 maakte de regering werk van versoepelingen van het toezicht, waarbij minder goedkeuringen nodig zijn.